# Willem Lodewijk Harthoorn (beiaardier)
Willem Lodewijk Harthoorn ('s-Heer Arendskerke, 23 februari 1907 – aldaar, 13 november 1991) was docent aan de muziekschool in Goes en stadsbeiaardier in dezelfde stad.
De vader van Harthoorn was van beroep schotter, dat wil zeggen dat hij met polsstok door de weilanden trok om te controleren of er geen vee in de sloten gekomen was. Als hobby bespeelde hij de trombone. Later werd hij handelaar in piano’s en orgels en werd dirigent van zangkoren en muziekkorpsen.
Willem zelf was van jongs af aan muzikaal, hij studeerde aan het conservatorium in Gent. Hij trouwde een vioollerares. Kort na de oorlog zocht zijn buurman, de Goese stadsbeiaardier Visser, een opvolger en wist Willem enthousiast te maken. Willem behaalde na drie jaar les in Mechelen zijn beiaardiersdiploma en werd kort daarop aangesteld als stadsbeiaardier van Goes.
Harthoorn heeft in veel plaatsen in Nederland en vooral België carillons bespeeld. Diverse concerten van hem zijn via de radio uitgezonden. Ook heeft Harthoorn diverse stukken voor carillon gecomponeerd, zoals Vlaanderen en Zeeland en De ondergang van Reimerswaal.
Willem is een volle neef van de verzetsman met dezelfde voornamen. Willem kreeg een zoon Hans Harthoorn die een prominent karateleraar werd.